# Тудхалија I
Тудхалија I је био хетитски владар, а могуће и оснивач Новог хетитског краљевства. 

## Владавина
За период хетитске историје од 1500. п. н. е. до 1430. године п. н. е. сачувани су веома оскудни подаци. Због тога не постоји никакав наговештај о томе због чега је наступио период поновног јачања хетитске државе под Тудхалијем. Период ширења краљевства који је довео до тога да је хетитска власт на врхунцу моћи била призната од места на Егејској обали и Кабура до Дамаска, почео је у време владавине Тудхалије. Он је можда био зачетник нове лозе јер се имена краљева његове династије разликују од имена претходних владара. Могуће је да је Тудхали са престола збацио хетитског краља Муваталија I. Тудхалија је у војним походима покорио државу Асуву. Наследио га је Аруванда II. Тудхалија се спомиње и у Старом завету као Тидај, краљ Гојима. 

## Владари Новог хетитског краљевства
| Владар                                | Владавина              | Догађај                                        |
| ------------------------------------- | ---------------------- | ---------------------------------------------- |
| Тудхалија I                           | 15. век п. н. е.       | могуће унук Зиданте II                         |
| Арнуванда I                           |                        | зет Тудхалија I                                |
| Хатушилиш II                          |                        | постојање и владавина овог владара су оспорени |
| Тудхалија II                          | 1360? – 1344. п. н. е. | син Арнуванде                                  |
| Тудхалија III "Млађи"                 |                        | Син Тудхалија II                               |
| Шупилулијума I                        | 1344–1322. п. н. е.    | Син Тудхалија II                               |
| Арнуванда II                          | 1322–1321. п. н. е.    | Син Шупилулијуме                               |
| Муришилиш II                          | 1321–1295. п. н. е.    | Син Шупилулијуме                               |
| Муватали II                           | 1295–1272. п. н. е.    | Битка код Кадеша                               |
| Муришилиш III познат и као Урши-Тешуб | 1272–1267. п. н. е.    | Син Муваталија II                              |
| Хатушилиш III                         | 1267–1237. п. н. е.    | мировни уговор са Египтом                      |
| Тудхалија IV                          | 1237–1209. п. н. е.    | битка код Нихрије                              |
| Курунта                               | 1228–1227. п. н. е.    | Син Муваталија II                              |
| Арнуванда III                         | 1209–1207. п. н. е.    | Син Тудхалија IV                               |
| Шупилулијума II                       | 1207–1178. п. н. е.    | Син Тудхалија IV; пад Хатуше                   |